# 狼队电子竞技俱乐部
狼队电子竞技俱乐部（英語：Wolves eSports Club），是復星國際旗下英超联赛狼队的电子竞技俱乐部。目前拥有FIFA足球、王者荣耀、彩虹六号、火箭联盟、第五人格(已改為“成都狼隊)”、使命召唤手游、QQ飞车手游、特戰英豪、永劫無間等分部，2021年9月5日，重庆QGhappy被復星國際旗下狼队电子竞技俱乐部收购，更名为重庆狼队， 目前参加王者荣耀职业联赛(KPL)。

## 历史
2018年，英格兰超级足球联赛足球俱乐部狼队成立电竞队。狼队在英国拥有FIFA、彩虹六号和方程赛车三个部分。
2019年，復星國際在中国开始布局电竞市场。2021年5月，狼队成立使命召唤手游分部，狼队在2022年使命召唤大师赛S4，成功夺得总冠军。2021年9月，狼队收购QGhappy，QGhappy旗下王者荣耀、QQ飞车等都更名狼队。2022年KPL夏季赛总决赛，重庆狼队以4比2的比分战胜武汉eStarPro，获得KPL总冠军，这是狼队收购QGhappy后第一次夺得王者荣耀赛事冠军。2022年QQ飞车S联赛，狼队取得春季赛与秋季赛联赛大师赛冠军冠军。目前狼队还拥有第五人格、和平精英、永劫无间、FIFA ONLINE和無畏契約5分部。

## 王者荣耀分部

### 队员名单
| Sk       | 宋季泽 | 主教练     | 中国           |
| 好奇     | 周浩祺 | 助教       | 中国           |
| 孤城     | 姜建兵 | 数据分析师 | 中国           |
| 冰炫     | 周东泽 | 经理       | 中国           |
| 沫安     | 徐坡坡 | 领队       | 中国           |
| 选手名单 |        |            | 中国           |
| 归期     | 双小钧 | 对抗路     | 中华人民共和国 |
| 无玄     | 陈志凯 | 对抗路     | 中华人民共和国 |
| 小胖     | 李达亨 | 打野       | 中华人民共和国 |
| 向鱼     | 蔡佑其 | 中路       | 中华人民共和国 |
| 紫幻     | 黄广顺 | 中路       | 中华人民共和国 |
| 道崽     | 杨凯博 | 发育路     | 中华人民共和国 |
| 风箫     | 于翔任 | 发育路     | 中华人民共和国 |
| 一笙     | 李自威 | 游走       | 中华人民共和国 |
| 信       | 苟宏鑫 | 游走       | 中华人民共和国 |

- 过往选手

| 选手ID       | 名字   | 动态         | 位置     |
| ------------ | ------ | ------------ | -------- |
| Cat          | 陈正正 | 成都AG超玩會 | 游走     |
| YANG         | 万潇阳 | XQ           | 游走     |
| Alan         | 王添龙 | 武汉eStarPro | 游走     |
| Mc           | 谢涛   | 成都AG超玩会 | 助教     |
| XX           | 孙翔   | 济南RW俠     | 主教練   |
| Snow/许诺    | 刘文彬 | 广州TTG      | 游走     |
| M            | 普浩   | 不详         | 边路     |
| Kimi         | 刘鑫   | 不详         | 辅助     |
| Fish         | 王思逸 | 不详         | 下路     |
| Wish/伪装    | 朱思远 | 杭州LGD大鹅  | 游走     |
| Song         | 汤俊伟 | 济南RW俠     | 边路     |
| Best         | 郑国浩 | 西安WE       | 发育路   |
| Hico/吴勉    | 薛智伟 | 自由人       | 打野     |
| lan/伊恩     | 罗飞   | 佛山GK       | 游走     |
| Neli         | 王凯鑫 | 不详         | 边路     |
| Q/离洛       | 孙龙清 | 火豹         | 游走     |
| Giao         | 孙茂荣 | 深圳DYG      | 打野     |
| 九月         | 向阳   | 自由人       | 辅助     |
| 770          | 刘雪祥 | 武汉eStarPro | 助理教練 |
| Mojo/末将    | 胡林烨 | 厦门VG       | 中路     |
| 139          | 万童   | 退役         | 打野     |
| Justice/正义 | 谭玮慆 | 退役         | 游走     |
| 晨晨         | 王晨   | 退役         | 发育路   |
| 夜宸         | 邹楚鑫 | 不详         | 游走     |
| 小鱼         | 苏晶超 | 退回青训     | 打野     |
| 杰杰         | 鄢杰杰 | 深圳DYG      | 对抗路   |
| 小清         | 罗子建 | NBW          | 打野     |
| 今屿         | 徐翔宇 | 苏州KSG      | 打野     |
| 筱辉         | 郭扬辉 | 北京WB       | 游走     |
| 帆帆         | 杨帆   | 上海EDG.M    | 游走     |
| 鍾意         | 陳家豪 | 成都ag超玩會 | 打野     |
| Hurt         | 夏聖欽 | 退役         | 發育路   |
| Fly          | 彭云飞 | 济南RW侠     | 对抗路   |
| 妖刀         | 鍾樂天 | 蘇州KSG      | 發育路   |
| 郁上         | 李紫旺 | 廈門BOA      | 打野     |
| 小暄         | 尚恩暄 | 休息         | 遊走     |

### 历届KPL联赛成绩
| 赛季         | 常规赛成绩 | 最终成绩                | 备注                        |
| ------------ | ---------- | ----------------------- | --------------------------- |
| 2016年秋季赛 | 未参赛     |                         |                             |
| 2017年春季赛 | 常规赛第1  | 冠军                    | 预选赛升级                  |
| 2017年秋季赛 | B组第1     | 冠军                    |                             |
| 2018年春季赛 | 东部第5    | 保级赛                  | 保级成功打败YTG无需打预选赛 |
| 2018年秋季赛 | 东部第3    | 东部第4（并列KPL第8）   |                             |
| 2019年春季赛 | 东部第3    | 季后赛第3轮（并列第5）  |                             |
| 2019年秋季赛 | 东部第2    | 亚军                    |                             |
| 2020年春季赛 | 西部第6    | 无缘季后赛              | 从东部赛区转至西部赛区      |
| 2020年秋季赛 | 常规赛第7  | 季后赛第2轮（并列第7）  |                             |
| 2021年春季赛 | A组第1     | 季后赛第三轮（并列第5） |                             |
| 2021年秋季赛 | S组第2     | 季军                    |                             |
| 2022年春季赛 | S组第3     | 亚军                    |                             |
| 2022年夏季赛 | S组第2     | 冠军                    |                             |
| 2023年春季赛 | S组第3     | 冠军                    |                             |
| 2023年夏季赛 | S组第1     | 亚军                    |                             |
| 2024年春季赛 | S组第3     | 冠军                    |                             |
| 2024年夏季赛 | S组第3     | 殿軍                    |                             |

### 历届冠军杯成绩
| 赛季             | 成绩   | 备注           |
| ---------------- | ------ | -------------- |
| 2017年王者冠军杯 | 冠军   |                |
| 2018年王者冠军杯 | 冠军   | 首届国际邀请赛 |
| 2018年冬季冠军杯 | 亚军   | 国际赛         |
| 2019年世界冠军杯 | 八强   |                |
| 2019年冬季冠军杯 | 冠军   |                |
| 2020年世界冠军杯 | 八强   |                |
| 2020年冬季冠军杯 | 预选赛 |                |
| 2021年世界冠军杯 | 冠军   |                |
| 2021年挑战者杯   | 八强   |                |
| 2022年挑战者杯   | 八强   |                |
| 2022年世界冠军杯 | 四强   |                |
| 2023年挑战者杯   | 冠军   |                |
| 2023年世界冠军杯 | 殿軍   |                |
| 2024年挑战者杯   | 亞军   |                |

### 历史
2017年2月8日，QG电子竞技俱乐部收购拥有2017年KPL春季赛正赛资格的Hero战队（原名青青草原战队，是MU俱乐部的二队），成立QGhappy战队。

#### 2017KPL春季赛
2017年春季赛转会期QGhappy创下当时中国移动电竞的转会费记录以100万人民币买下时任eStar中单Cat，还有原MU.Hurt（MU俱乐部一队队员）也加入QGhappy，QGhappy保留原Hero战队队员，Fly、Alan、XX、MC、Yang和Junz及Gemini担任主教练。QGhappy首战对阵卫冕冠军As仙阁，该场比赛以2比1战胜对手，获得KPL首胜。2017年5月5日以大场12胜0负追平上个赛季由AG超玩会所创的KPL12连胜记录，5月12日QGhappy创下联赛15连胜记录成为KPL最高连胜记录保存者，并同时获得2017春季赛季后赛晋级资格，5月13日QGhappy在对阵JC中以1比2不敌对手，QGhappy15连胜被终结。2017春季赛QGhappy以22胜2负战绩，排名第一晋级季后赛。季后赛首轮将对阵排名第8的YTG，QGhappy以4比1战胜对手成功晋级半决赛，将在半决赛会师KPL劲旅eStar。在半决赛QGhappy也以同样比分4比1战胜eStar，成功晋级2017KPL春季赛总决赛。2017年7月8日在上海东方体育馆举行的2017KPL春季赛总决赛，QGhappy以4比0战胜AG超玩会获得2017KPL春季赛总冠军。

#### 2017王者荣耀冠军杯
2017年7月27日QGhappy在首轮王者冠军杯对阵sViper中以3比1战胜对手成功晋级下一轮，第二轮八强淘汰赛中QGhappy将对阵KPL预选赛第一EDG.M，QGhappy仍然4比2获胜，晋级半决赛。半决赛中QGhappy以4比0轻取JC晋级2017王者冠军杯总决赛，这是QGhappy续2017KPL春季赛总决赛之后再次晋级王者荣耀赛事总决赛。总决赛QGhappy对阵卫冕冠军eStar，最终QGhappy4比2战胜eStar，成功夺得2017王者冠军杯总冠军，成为王者荣耀职业赛事首个双冠王。

#### 2017KPL秋季赛
在完成上半年双冠后，2017秋季赛QGahppy备受大家期待，转会期QGhappy除Junz离开大名单外其余夺冠选手（Fly、Alan、Cat、Hurt和Yang）及替补选手（MC（队长）和XX）均留下大名单，该季QGhappy从青训提拔3名选手，分别为QGhappy.Snow、QGhappy.Rian和QGhappy.Moon，功勋主教练Gemini依旧担任该职。在KPL秋季赛揭幕战中QGhappy爆冷1比2不敌升班马EDG.M，次场比赛QGhappy依旧以1比2不敌sViper，开赛2连败让观众及粉丝相当错愕。在经过教练组及选手调整后QGhappy在第三场对阵WeFun中QGhappy2比0取得胜利，终结了开赛2连败，并在该场结束后QGhappy以13连胜夺得B组第1，常规赛最终成绩为13胜3负。季后赛胜者组第一轮QGhappy将面对春季赛终结15连胜记录的JC，最终双方鏖战7局QGhappy4比3获胜晋级胜者组决赛。胜者组决赛对阵XQ，QGhappy以4比2战胜对手，成功晋级2017KPL秋季赛总决赛，这也QGhappy连续2个赛季晋级KPL总决赛。2017年12月23日在深圳春茧体育馆举办的2017KPL秋季赛总决赛，QGhappy4比2战胜XQ，成功卫冕KPL总冠军，夺得2017KPL秋季赛总冠军，除此之外2017年QGhappy完成该年大满贯。

#### 2018KPL春季赛
2018春季赛转会期QGhappy人员整体变动不大，替补QGhappy.Rian转会至Hero久竞、原任队长QGhappy.MC转会至AG超玩会和Moon退出大名单，青训提拔QGhappy.Song、QGhappy.Kimi和QGhappy.Fish，由于队长MC离队，本赛季Cat将出任队长一职，其余人员未更动。在新赛制下QGhappy以东部战队参加2018春季赛，在揭幕战中QGhappy对XQ，17秋决再现，但该场比赛QGhappy3比0零封对手获得揭幕战胜利。虽然赛季中期QGhappy一度以6胜3负领跑东部赛区，但由于版本更动、东部赛区队伍实力接近等，加上队伍进行人员轮换，冠军打野Alan因状态不佳而被换下，随后Alan代表中国参加2018年亞洲運動會電子競技比賽 – 傳說對決故而缺席后半段比赛，由新人Song将其顶替，QGhappy最终以10胜7负成绩排名在东部第5无缘2018春季赛季后赛也宣告QGhappy提前无缘卫冕。2018年5月19日保级赛对阵YTG，QGhappy将功勋辅助Yang轮换下场，由替补Snow取代Yang出任首发辅助位置，该场比赛QGhappy4比2取得胜利成功保级。

#### 2018王者荣耀冠军杯国际邀请赛
经历了春季赛的低迷后，QGhappy将以全新的阵容参加这次冠军杯，两大冠军选手Alan因代表中国参加亚运会而缺席冠军杯名单，而Yang则成为替补，他们将被Song和Snow取代。QGhappy第一对阵JC，QGhappy4比1轻取JC晋级8强淘汰赛。8强淘汰QGhappy以再次以4比1战胜对手RNG.M，成功晋级半决赛。半决赛QGhappy将对阵2018KPL春季赛东部亚军BA黑凤梨，该场比赛第一局QGhappy因Fly在8强擅自修改比赛设备而被罚空BAN（禁英雄），最终双方鏖战打满7局，QGhappy4比3获胜挺进总决赛。王者荣耀冠军杯国际邀请赛总决赛QGhappy将再次对阵eStarPro，8月11日QGhappy以4比2战胜对手成功取得2018年王者荣耀冠军杯国际邀请赛，QGhappy时隔8个月再夺得冠军。

#### 2018KPL秋季赛
2018秋季赛转会期爆出震惊消息，功勋选手兼队长Cat、冠军辅助Yang和XX将挂牌出售，此次转会期引发各大粉丝和观众讨论。转会期结束QGhappy宣布Cat将以千万人民币转会回老东家eStarPro、Yang转会至XQ、从亚运会回归的Alan也将转会至eStarPro、XX退出大名单，随着多位功勋选手的离开QGhappy，也宣告QGhappy1.0时代将正式结束。转会期QGhappy引入原eStarPro.伪装来填补Cat离队后的空缺，由于Cat与伪装互换加上两人关系甚好，被粉丝称为“猫狗互换”。除了伪装QGhappy也在青训队和选秀大会上提拔多位选手，QGhappy.Mojo（末将）、QGhappy.M、QGhappy.Q和QGhappy.Hico，由M出任新任队长。QGhappy以全新首发Fly、Hurt、伪装、Song和Snow参加2018KPL秋季赛，常规赛以13胜7负东部排名第3，败者组第二轮待定败者组第一轮胜者。季后赛第二轮对阵EDG.M，QGhappy以1比4不敌EDG.M遗憾被淘汰结束了2018秋季赛的征程。值得一提的是本赛季QGhappy3大记录相续被打破，QGhappyKPL连胜记录在时隔541天后被BA黑凤梨16连胜给打破。QGhappy的BO7（七局四胜制）各项赛事不败记录在季后赛被EDG.M4比1击败，结束了14场BO7不败记录。随着Hero久竞夺得2018秋季赛总冠军，Hero久竞继QGhappy成为第二支完成卫冕KPL的队伍，也与QGhappy2个KPL总冠军并列KPL夺冠榜。

#### 2018王者荣耀冬季冠军杯
2018王者荣耀冬季冠军杯QGhappy主教练Gemini宣布将暂时休息，由助教Bao出任本届冬冠主教练一职，这是功勋教练Gemini至2017年以来首次离开bp台。QGhappy继续以秋季赛首发五人组参加本次冬冠，冬冠KPL第一轮选拔赛QGhappy以6胜1负排名第1，获得第二轮选拔赛资格，在第二轮选拔赛QGhappy对阵JC，双方战至第七局按照比赛规则，比赛决胜局将进入巅峰对决，而本场引发大量争议，由于裁判疏忽JC在提交选英雄名单时疑似填错英雄，而在比赛举行一半时裁判暂停比赛，按照规则该局比赛将重新开始，以最先填写的阵容开始比赛。由于QGhappy之前出现多次网络问题、卡bug等问题而暂停比赛重开比赛，此次不只引发QGhappy和JC粉丝互相谩骂，大量KPL也加入骂战。最终在一片争议中比赛重开，最后QGhappy以4比3战胜JC进入冬季冠军杯小组赛。在小组赛QGhappy表现优异以6战全胜战绩晋级4强淘汰赛，在4强淘汰QGhappy对阵来自香港的CW，QGhappy4比0轻取CW晋级冬季冠军杯总决赛。2018冬季冠军杯总决赛QGhappy将对阵Hero久竞，QGhappy此前在所有赛事总决赛中未尝一败，但本次QGhappy以2比4不敌Hero久竞，QGhappy总决赛不败记录被打破，无缘夺得2018冬季冠军杯。

#### 2019KPL春季赛
2019春季赛转会期队长QGhappy.M以选秀大会加入BA黑凤梨，QGhappy从RNG.M买入辅助选手伊恩（QGhappy.lan），青训提拔QGhappy.Giao、QGhappy.Best和QGhappy.Neli，而伪装和Q则暂时离开大面单，Hurt成为QGhappy新任队长，Gemini回归主教练位置，Bao则回归助教职位。2019KPL春季赛常规赛QGhappy状态非常不稳定，队伍进行多轮轮换，主教练Gemini也备受粉丝质疑，在常规赛QGhappy后半段正式定下首发五人组，首发选手为Fly、Giao、Mojo、Hurt和lan，原首发Song和Snow因状态下滑而进替补席，常规赛QGhappy以7胜7负排名东部第3，进入季后赛败者组第二轮。败者组第二轮QGhappy对阵西部第4WE，双方鏖战7局，最终QGhappy4比3取得胜利，将晋级败者组第三轮。败者组第三轮QGhappy要对阵eStarPro，eStarPro的原QGhappy两位选手Cat和Alan将首次在季后赛对阵老东家而备受关注，QGhappy以1比4不敌eStarPro，结束了2019KPL春季赛征程。2019年5月19日功勋主教练Gemini在微博宣布将辞去QGhappy主教练一职，Gemini自2017年2月起执教至2019年5月，2年多执教的时间带领QGhappy夺得4个总冠军。

#### 2019王者荣耀世界冠军杯
在主教练Gemini离职后，QGhappy宣布由助教Bao担任主教练带领QGhappy参加2019王者荣耀世界冠军杯。选拔赛QGhappy4比2战胜VG，成功晋级世界冠军杯小组赛。世界冠军杯小组赛QGhappy进入B组，QGhappy状态优异，小组赛以5战全胜战绩晋级8强淘汰赛。8强淘汰赛QGhappy对阵RNG.M比赛2比4不敌对手，无缘晋级世界冠军杯4强淘汰赛。

#### 2019KPL秋季赛
2019秋季赛转会期QGhappy迎来教练组与选手大重组，临时主教练Bao再度回归助教一职，而在2017年夺冠教练组成员之一的数据分析师Kear也在世界冠军杯结束后离任，原BA黑凤梨.SK将担任主教练一职。选手方面原QGhappy.lan转会至GK、QGhappy.Hico转会至VG、QGhappy.Best转会至RNG.M、QGhappy.Song租借至SLT，Neli离开大名单，伪装则以自由身离开QGhappy加盟EDG.M。转会期QGhappy引入原KZ.770、BA黑凤梨.139、原QGhappy.Q回归大名单及选秀大会引进新人1Dao（妖刀），此次大规模人员变动重组，将进入后Gemini时代，进入QGhappy4.0时代。进行重组后的QGhappy在常规赛状态非常好，常规赛12胜2负东部排名第2进入胜者组，这是QGhappy时隔2年后再次进入季后赛胜者组。季后赛胜者组第一轮，QGhappy将对阵西部第1AG超玩会，QGhappy延续在常规赛的火热，以4比1战胜AG超玩会成功晋级胜者组决赛。在胜者组决赛QGhappy要对阵的是2019KPL秋季赛大黑马DYG.JC，这场比赛双方打的非常激烈，双方战至第7局，比赛进入“巅峰对决”，QGhappy最终4比3击败对手DYG.JC，时隔721天打进KPL总决赛。2019KPL秋季赛总决赛QGhappy将对阵老对手AG超玩会，这也是两队在常规赛及季后赛第三度交手，最终QGhappy1比4不敌AG超玩会，无缘夺得总冠军。

#### 2019王者荣耀冬季冠军杯
2019KPL秋季赛总决赛失利后，QGhappy做出稍微调整，主教练SK将转至幕后，助教Bao再次出任杯赛主教练一职，而原首发兼队长Hurt则暂时轮换下场，由新人1Dao顶替其打首发，QGhappy以这样的阵容参加2019年王者荣耀冬季冠军杯。第一轮QGhappy对阵GOG，QGhappy4比1轻取对手晋级半决赛，在半决赛中QGhappy再次遇到秋决对手AG超玩会，这次QGhappy以4比2成功复仇AG超玩会晋级总决赛。总决赛QGhappy将再次对阵老对手eStarPro，继2018王者冠军杯国际邀请赛后，时隔511天再次一同站在总决赛舞台上。总决赛双方鏖战至第7局，QGhappy最终以4比3获胜，成功夺得2019王者荣耀冬季冠军杯总冠军，这是QGhappy队史第五冠，成为王者荣耀职业赛事首个五冠王。而选手Fly再次评选为FMVP（总决赛最佳选手），这是Fly职业生涯的第五个FMVP，是王者荣耀职业选手唯一5FMVP得主。

#### 2020KPL春季赛
2020春季赛QGhappy确定主场城市为重庆，并更名为重庆QGhappy，从东部赛区转至西部赛区。转会期QGhappy并未大动作引援，仅仅引入SLT.九月和提拔青训QG.杰杰和QG.向鱼，租借在外的Song则正式转会至MTG（原SLT）、替补选手Q离开大名单，其余选手并未更动。教练组方面有稍微调整，原任主教练SK将担任赛训总监，原任助教、冬冠临时主教练Bao将正式担任主教练一职。虽然QGhappy与2019秋季赛亚军和2019冬冠总冠军阵容更动不大，但在开赛QGhappy4连败，状态极其不稳。3连败后首发进行稍微调整，队长Hurt轮换下场妖刀上场首发，末将与新人向鱼轮换，770回归首发许诺则下场，但仍然对阵武汉eStarPro1比3不敌对手，在第5场对阵RW侠比赛中QGhappy以3比1战胜对手，终结4连败。QGhappy随后迎来5连胜，在对阵WE比赛中QGhappy0比3不敌对手，5连胜被终结。5月9日QGhappy首发进行大调整，原一队首发全部被轮换下场，以队长Hurt和许诺为首的二队将首发登场对阵RNG.M，队伍老将兼FMVP选手Fly时隔1120天未登场首发。随后QGhappy在常规赛进行多次人员轮换，2020年5月5月17日随着竞争对手YTG获胜，QGhappy宣告无缘季后赛，QGhappy以7胜8负西部排名第6名，这是QGhappy时隔724天无缘季后赛。

#### 2020王者荣耀世界冠军杯
重庆QGhappy以小组赛5战3胜的成绩晋级淘汰赛。8月1日淘汰赛首轮，重庆QGhappy以3:4的比分不敌DYG，止步八强。

#### 2020KPL秋季赛
重庆QGhappy首发名单变动频繁，进行了多次轮换，最终以8胜7负的成绩排名第6，晋级季后赛。11月28日季后赛第二轮，重庆QGhappy以3:4的比分落败南京Hero久竞，止步季后赛八强。

#### 2020王者荣耀冬季冠军杯
冬冠选拔赛期间，重庆QGhappy以5胜4负的成绩排名第5，未能进入冬冠正赛。

#### 2021KPL春季赛
林担任重庆QGhappy主教练，Fly担任战队队长。常规赛期间，重庆QGhappy在第一轮获得1胜4负的成绩排名A组第6，掉入B组；第二轮战队换上Fly等队员的二队，以4战全胜的成绩进入卡位赛，5月12日战队以4:1的比分击败北京WB，回到A组；第三轮重庆QGhappy以4胜1负的成绩排名A组第1，进入季后赛败者组。6月12日季后赛败者组第三轮，重庆QGhappy以2:4的比分落败武汉eStarPro，止步季后赛六强。

#### 2021王者荣耀世界冠军杯
重庆QGhappy以3胜2负的成绩成功晋级淘汰赛。8月13日和22日，重庆QGhappy先后击败MTG和武汉eStarPro晋级总决赛。2021年8月28日王者荣耀世界冠军杯总决赛上，重庆QGhappy以4:2的比分击败佛山GK获得2021王者荣耀世界冠军杯冠军，队员Fly第六次获得FMVP。亦是KPL聯盟史上首支超級大滿貫戰隊

#### 2021KPL秋季赛
2021年9月5日，复习国际旗下的狼队电子竞技俱乐部收购重庆QGhappy，重庆QGhappy正式更名为重庆狼队。KPL秋季赛开赛，由于原打野小胖未成年无法参赛 ，战队引入原武汉eStarPro今屿成为首发。常规赛第一轮重庆狼队以4胜1负的成绩位列S组第2，第二轮重庆狼队以3胜2负的成绩位列S组第3，第三轮重庆狼队以3胜2负的成绩位列S组第2，晋级季后赛胜者组。12月5日季后赛胜者组第一轮，重庆狼队零封长沙TES.A。12月16日重庆狼队以3:4的比分不敌武汉eStarPro，掉入败者组。12月18日败者组决赛，重庆狼队以2:4的比分不敌广州TTG，获得2021KPL秋季赛季军。

#### 2021王者荣耀挑战者杯
2022年1月6日挑战者杯淘汰赛阶段，重庆狼队以2:4的比分落败佛山GK，止步2021王者荣耀挑战者杯八强。

#### 2022KPL春季赛
该赛季首发名单并未变动，常规赛第一轮，重庆狼队以五连胜的成绩进入常规赛第二轮，第三轮重庆狼队以3胜2负的成绩位列S组第3，晋级季后赛胜者组。4月22日季后赛胜者组第一轮，重庆狼队零封XYG。4月28日重庆狼队以2:4的比分不敌武汉eStarPro，掉入败者组。4月30日败者组决赛，重庆狼队以4:0的比分零封佛山GK，时隔876天打进KPL总决赛。5月8日总决赛狼队对阵武汉eStarPro，最终狼队以0比4不敌武汉eStarPro，获得亚军。

#### 2022KPL夏季赛
常规赛第一轮，重庆狼队状态不稳定，但依旧保住了S组的位置，常规赛第二轮小胖回归首发，重庆狼队险些掉入A/S组卡位赛，第三轮在小胖回归后狼队的状态也逐渐好了起来，位列S组第2，晋级季后赛胜者组。8月20日季后赛胜者组第一轮，重庆狼队4:2战胜北京WB，晋级胜者组决赛。8月25日胜者组决赛，重庆狼队以1比4的比分不敌武汉estar.pro掉入败者组。8月27日败者组决赛，重庆狼队以4:3的比分再次战胜北京WB进入总决赛。9月3日总决赛，重庆狼队最终在总决赛4:2战胜武汉eStarPro，时隔1715天再次拿下联赛冠军。

## 和平精英
2022年12月21日，狼队官方宣布正式收购SMG战队，参加和平精英职业联赛（PEL）
| 位置   | 选手ID    | 备注 |
| ------ | --------- | ---- |
| 经理   | 无邪      |      |
| 主教练 | Greenwood |      |
| 领队   | Po7atD    |      |
| 指挥位 | Jimmy     |      |
| 自由位 | 77H       |      |
| 突击位 | 大泉      |      |
| 突击位 | 任        |      |
| 突击位 | Joker     |      |
| 突击位 | 枫栩      |      |

6月10日，RW電子競技俱樂部（ROGUE WARRIORS，簡稱RW）宣布正式收購狼隊和平精英分部，參加和平精英職業聯賽（PEL）

## QQ飞车
原队名为QG，2021年被收购后改名狼队。在2022和2023年的S联赛中夺得大满贯（6个冠军）。
| 位置     | 选手ID | 姓名   |
| -------- | ------ | ------ |
| 主教练   | 骄傲   | 袁竟   |
| 个人竞速 | 宁清   | 张君豪 |
| 个人竞速 | 阿升   | 石智升 |
| 个人竞速 | shen   | 沈俊文 |
| 團隊道具 | 影子   | 鍾京岸 |
| 團隊道具 | 麟龍   | 陳嘉俊 |
| 團隊道具 | 旧言   | 唐帅   |
| 團隊道具 | 伊     | 劉齊   |

## 第五人格分部

### 队员名单
| ID           | 暱稱   | 姓名   | 位置   | 国籍   |
| 教练组       | 教练组 | 教练组 | 教练组 | 教练组 |
| ------------ | ------ | ------ | ------ | ------ |
| Wolves_Crazy | 抽瘋   | 朱天龍 | 主教练 | 中国   |
| Wolves_Naiyv | 奶魚   | 陳思钻 | 領隊   | 中国   |
| Wolves_Heero | 真夜   | 李晗   | 經理   | 中国   |
| 选手名单     |        |        |        |        |
| Wolves_Jelly | 小果凍 | 鄒雲輝 | 求生者 | 中国   |
| Wolves_487   | 四八七 | 何添順 | 求生者 | 中国   |
| Wolves_DKing | 小蝶   | 王啟延 | 求生者 | 中国   |
| Wolves_Yevy  | 夜羽   | 鐘淵   | 求生者 | 中国   |
| Wolves_XMX   | 小明   | 陳明明 | 求生者 | 中国   |
| Wolves_ChoAi | 寵愛   | 王逸軒 | 監管者 | 中国   |

## Apex 英雄分部
2025年5月20日，狼队电竞通过签下了原属Dabing-Saweiqi战队的阵容，成立了Apex 英雄分部。 在2025年电竞世界杯的比赛中，狼队的Apex分部取得了全球第五名的成绩。
| ID        | 姓名   | 备注     | 在队               |
| --------- | ------ | -------- | ------------------ |
| CrazyCong | 王耀   | 队长     | 2025.5.20-         |
| WenXx     | 李文轩 |          | 2025.5.20-         |
| Noname    | 马梓皓 |          | 2025.5.20-         |
| XinHai    | 程昕海 | 教练     | 2025.5.20-2025.6.4 |
| Tangbao   |        | 教练     | 2025.6.4-          |
| TimWbb    | 王博   | 领队     | 2025.5.20-         |
| Weiyu     |        | 替补队员 | 2025.6.4-          |

## 榮譽

### 王者荣耀分部
KPL联赛
- 2017年KPL职业联赛春季赛：冠军
- 2017年KPL职业联赛秋季赛：冠军[51]
- 2019年KPL职业联赛秋季赛：亚军
- 2022年KPL职业联赛春季赛：亚军
- 2022年KPL职业联赛夏季赛：冠军
- 2023年KPL职业联赛春季赛：冠军

杯赛
- 2017王者荣耀冠军杯：冠军
- 2018王者荣耀冠军杯国际邀请赛：冠军
- 2018王者荣耀冬季冠军杯：亚军
- 2019年王者荣耀冬季冠军杯：冠军
- 2021年王者荣耀世界冠军杯：冠军

使命召唤手游分部
- 2022年使命召唤手游大师赛S4总冠军
- 2023年使命召唤手游大师赛S5总冠军
- 2023年使命召唤手游秋季邀请赛冠军
- 2023年使命召唤手游世界锦标赛总冠军

第五人格分部
ivl联赛
• 2021年夏季赛冠军
• 2021年秋季赛冠军
• 2022年秋季赛亞军
• 2023年秋季赛冠军
• 2024年秋季赛亞军
COA全球总决赛
• 深渊的呼唤V全球总决赛：冠军
其他
• 2023年电竞上海大师赛 第五人格项目 - 亚军
• 2024年重庆电子竞技大赛 第五人格项目 - 亚军

## 争议

### 重开事件
QGhappy在KPL虽然是最成功的队伍之一但是争议却不休。在2018年12月31日QGhappy与JC争夺2018冬季冠军杯的小组赛资格，双方鏖战6局打成平手，进入“巅峰对决”模式两队将盲选英雄。而选英雄的时候需要要教练填写位置与使用英雄，双方准备完毕了之后进入裁判核对阵容时间，裁判核对结束后便开始比赛。但是比赛到一半裁判却按暂定，原因是JC队的阵容与符合填写的英雄阵容不符合所以裁判暂停比赛。当局比赛虽然JC的优势不算大但是掌握着比赛的节奏，而QGhappy有少少的被动。最终裁判裁定重开比赛，最终QGhappy势如破竹的拿下比赛。比赛结束后粉丝和观众玩家表示不明白为什么要重开，在没多久官方给错因为JC队的辅助选手老王名单填写辅助位为英雄孙策，而边路选手倾城则是太乙真人，并把填写的表格上传官方微博。但是表格上没填写选手ID使用者网名认为不需要重开，没多久不到一天的时间“阴谋论”在网络流转，引起JC队，QGhappy粉丝和KPL粉丝的骂战。而一些理性看待的网友则认为正正要负责的是KPL联盟和核对阵容的裁判，因为KPL联盟的规定没完善和为什么裁判核对时没发现问题。而除了这次重开之外其实在2017王者冠军杯QGhappy对EDG.M时也重开过，当QGhappy场上也算有点被动。

### 消极比赛事件
2021年8月9日，KPL王者荣耀职业联赛官方发布公告，重庆QGhappy俱乐部多名人员在2021年8月8日王者荣耀世界冠军杯（以下简称世冠）小组赛对阵南京Hero久竞的比赛中，存在刻意选用了非擅长阵容的行为，引发了舆论广泛质疑，造成了恶劣影响。原因眾說紛紜，最多數網民認同的说法是因為排名組內第三，將會在八強對战广州TTG,而QGhappy的理想對手是MTG，因為以非常規陣營應战，故意在對战南京Hero 久竞的比賽中落敗
KPL联盟根据《2021年王者荣耀世界冠军杯赛事规则》（以下简称规则）展开调查，认定重庆QGhappy当天参赛人员存在消极比赛、违背体育竞技精神的行为，违反了规则第4.1.1、4.1.2项。
处罚如下：
1、主教练吕成林（ID：重庆QGhappy.林）负主要责任，给予记过一次，暂停教练资格直至考核恢复，取消年度最佳评选资格。
2、教练马鑫（ID: 重庆QGhappy.黎洛）、队员彭云飞（ID：重庆QGhappy.Fly）、李达亨（ID：重庆QGhappy.小胖）、蔡佑其（ID：重庆QGhappy.向鱼）、钟乐天（ID：重庆QGhappy妖刀）、杨帆（ID：重庆QGhappy.帆帆）负次要责任，给予严重警告，取消年度最佳评选资格。
3、重庆QGhappy俱乐部虽积极配合处理，但负有管理责任，处俱乐部罚金100万元，并取消年度最佳评选资格，责令俱乐部加强整改，并提交整改报告。
竞技不仅需注重赢的结果，还要注重赢的方式。我们后续将会加强管理和内部教育，让每一位参赛人员充分认识竞技精神，为所有热爱王者荣耀职业赛事的观众打好每一场比赛。